# 帕特·麥克法登
（1965年3月26日—），是一位英格蘭工黨政治人物，亦是現任蘭加斯特公爵領地事務大臣。自2005年開始，他擔任東南伍爾弗漢普頓選區選出的英國下議院議員。他曾經擔任影子內閣的歐洲大臣。

## 谴责中国政府
2020年9月8日在工党希柏恩·麦克唐纳的协调下，与包括英国保守党外交事务委员会主席托马斯·图根达特、自由民主党领袖爱德·戴维，以及英国绿党、苏格兰民族党和威尔士党在内的130多名议员给中国驻英大使刘晓明写信，联名谴责中国政府针对新疆维吾尔穆斯林的行为。